# Landschapstheater
Landschapstheater is een vorm van locatietheater, waarin het landschap tijdelijk beïnvloed, vervormd en van een andere betekenis voorzien kan worden. 
Het contrast tussen de trage tijd bij groei en verval van landschappen en de samengebalde en manipuleerbare tijd bij theatermakers, filmers, schrijvers, enzovoorts biedt hiervoor vele mogelijkheden. Landschapstheater opereert op het grensvlak van de dagelijkse werkelijkheid. Het publiek kan daarbij deelnemer en toeschouwer tegelijk zijn. 
Het Terschellings Oerol Festival is een jaarlijks podium voor landschapstheatermakers. 
Gezelschappen zijn onder andere: PeerGrouP, SLeM (Stichting Landschapstheater en Meer) .